# 芒果园蛛
芒果园蛛（学名：Araneus mangarevoides）为园蛛科园蛛属的动物。分布于日本以及中国大陆的湖北等地。该物种的模式产地在日本。